# Florian Morizot
Pour les articles homonymes, voir Morizot.
Florian Morizot, né le 10 mai 1985 à Dijon, est un coureur cycliste français, professionnel entre 2006 et 2010. À partir de la saison 2011, il est directeur sportif de l'équipe UV Aube-Club Champagne Charlott'.

## Biographie
Il fait ses débuts professionnels en 2006 au sein de l'équipe française Auber 93. À la fin de la saison 2008, il décide de signer un contrat le liant à la nouvelle équipe de Stéphane Heulot.
Fin 2009, son contrat avec de l'équipe Besson Chaussures-Sojasun n'est pas renouvelé. 
Il rejoint finalement BigMat-Auber 93 au cours de l’année 2010. Il met fin à sa carrière de coureur à l'issue de cette saison pour devenir directeur sportif de l'UV Aube-Club Champagne Charlott'.

## Palmarès
- 2004
  -  Champion de France du contre-la-montre espoirs
  - 2e étape du Loire-Atlantique espoirs (contre-la-montre)
  - 2e étape du Tour des Pays d'Allier (contre-la-montre)
  - 4e étape du Tour de Moselle (contre-la-montre)
  - 2e du Tour de Moselle
  - 2e du Chrono champenois
  - 2e du Chrono des Nations espoirs
  - 3e du Tour des Pays d'Allier
- 2005
  - Circuit des Ardennes :
    - Classement général
    - 3e étape (contre-la-montre)

  - 3e étape du Tour de la Manche (contre-la-montre)
  -  Médaillé de bronze du contre-la-montre aux Jeux méditerranéens
  - 3e du championnat de France du contre-la-montre espoirs
  - 10e du championnat d'Europe du contre-la-montre espoirs
- 2006
  -  Champion de France sur route espoirs
  - 2e du championnat de France du contre-la-montre espoirs
- 2007
  - Grand Prix Cristal Energie
- 2008
  - Paris-Mantes-en-Yvelines
  - 4e étape du Tour du Poitou-Charentes (contre-la-montre)
  - 3e du Tour du Poitou-Charentes
- 2009
  - Prologue du Tour Alsace (contre-la-montre par équipes)
  - Trio normand (avec Niels Brouzes et Tony Gallopin)
- 2010
  - 3e du Circuit des Ardennes 
  - 3e de la Nocturne de Bar-sur-Aube

## Classements mondiaux
| Année           | 2005 | 2006 | 2007 | 2008 | 2009 | 2010 |
| --------------- | ---- | ---- | ---- | ---- | ---- | ---- |
| UCI Europe Tour | 326e | 681e | 420e | 182e | 704e | 353e |